# Meridian (Mississippi)
Meridian è una città (city) degli Stati Uniti d'America, capoluogo della contea di Lauderdale, nello Stato del Mississippi; è la sesta città più grande dello Stato americano del Mississippi.